# Алкснас (озеро, Игналинский район)
А́лкснас (лит. Alksnas) — озеро на востоке Литвы. Располагается в 2 км южнее местечка Римше на территории Римшеского староства Игналинского района. Относится к бассейну Дисны.
Озеро Алкснас ледникового происхождения, имеет продолговатую форму, ориентированную в направление северо-запад — юго-восток. Уровень уреза воды находится на высоте 144,2 м над уровнем моря. Площадь озера составляет 1,795 км² (по другим данным — 1,75 км²), длина — 2,8 км, ширина — до 1,1 км. Наибольшая глубина — 4,6 м, средняя глубина — 2,6 м. Береговая линия слабоизвилистая, протяжённость — 7,8 км. Площадь водосборного бассейна — 22,2 км². В Алкснас впадает семь водотоков и вытекает протока в соседнее озеро Ружас.